# 1428 هـ
1428 في التقويم الهجري هو العام الذي يقابله في التقويم الميلادي المدة بين 19 يناير 2007 و8 يناير 2008.

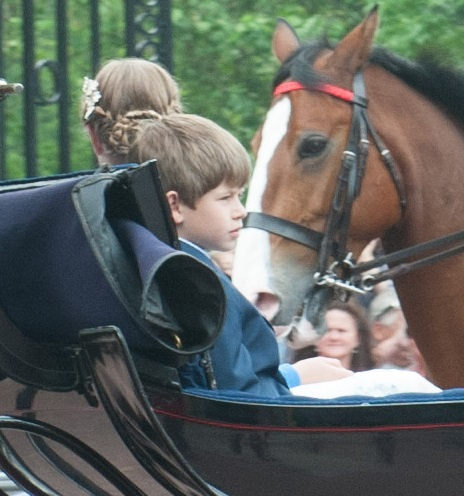
جيمس، الفيكونت سيفيرن

## أحداث
- تأسيس نادي الأحساء الأدبي

### جمادى الأولى
- 27 جمادى الأولى - تفجير بواسطة عبوات ناسفة في ضريح الإمامين علي الهادي والحسن العسكري أدى إلى تدمير مأذنتي المرقد بالكامل.

## مواليد
- أوبري أندرسون إيمونز
- جيمس، الفيكونت سيفيرن
- خديجة أميرة المغرب
- مامادو[2]
- وديع كرم مسودة

## وفيات
- آدم عبد الله عثمان[3]
- أحمد جودة
- إدريس الشرايبي
- إدريس بن زكري
- إلفة الإدلبي
- بوريس يلتسن
- بوفل رامل
- بينظير بوتو
- حسن الطباطبائي القمي
- حسن الكرمي
- حسن النقيب
- حسين الشربيني
- خليل الزهاوي
- دعاء خليل أسود
- راسم الجميلي
- رجاء بلمليح
- رشيد العبيدي
- زياد قاسم
- سالم صباح السالم الصباح
- سعدون حمادي
- صفية المهندس
- صلاح طاهر
- طه ياسين رمضان
- عبد الحميد البكوش
- عبد الرحمن عارف
- عبد العزيز المسند
- عبد العزيز بخاري
- عبد المجيد الآبادي
- عبدالحي أديب
- عتاب (مغنية)
- علي السريتي
- عمر الخطيب
- عمران بحر
- فاتن فريد
- كورت فالدهايم
- محمد حسين هيثم
- محمد حمود الحارثي
- محمد عثمان الصيد
- محمد فاضل اللنكراني
- محمد هاشم الهدية
- مرتضى العسكري
- مصطفى رعد العزاوي
- مصطفى محمد عبد الغني العلمي
- نوال أبو الفتوح
- هالة شوكت
- هلال السعيد
- وليد عيدو
- يونس شلبي
- خيري ركوه
- شريف العلمي
- عبد الله بن عبد الرحمن بن محمد الشثري
- علي عبد الله الجمعة
- صالح بن عبد الرحمن الأطرم
- غسان علي الرمال
- مجد الدين المؤيدي
- محمد بن عبد الله الشباني
- محمد رفعت عبد الصبور
- جبريل بن يحيى حكمي
- عبد الله بن سليمان الحصين
- 22 رمضان - اللواء قاسم الناصر، من رجالات الأردن.
- 18 ربيع الثاني - عبد المجيد بن عبد العزيز آل سعود.
- 21 ربيع الآخر - عبد الله بن فيصل بن عبد العزيز آل سعود.